# Eburia copei
Eburia copei es una especie de escarabajo del género Eburia, familia Cerambycidae. Fue descrita científicamente por Noguera en 2002.
Habita en Costa Rica y Nicaragua. Los machos y las hembras miden aproximadamente 12-18,3 mm. El período de vuelo de esta especie ocurre en los meses de mayo, junio y julio.